# Max List
Maximilian List (connu aussi plus simplement comme Max List) (né le 9 février 1910 à Munich - mort vers 1980) était un architecte évoluant à Berlin, devenu par la suite officier SS et impliqué dans la gestion de plusieurs camps de concentration nazis.
Élevé au grade de Hauptsturmführer, il quitta le camp de concentration de Neuengamme pour diriger celui de Sylt (en) sur Aurigny, une des Îles Anglo-Normandes, où il arriva le 23 février 1943. Le camp internait des travailleurs étrangers de l'Organisation Todt qui œuvraient sur les fortifications des îles, un autre camp de concentration et deux camps de travail étaient également présents sur l'île. List devient commandant du camp en juin 1943 et se fait construire, pour son logement personnel, un chalet dans le goût de celui d'Adolf Hitler, le Berghof, juste à l'extérieur du camp[réf. nécessaire].
Entre juin 1943 et juin 1944 il ordonne avec le Lagerführer Puhr deux vagues d'assassinats de prisonniers politiques et de Juifs, 50 à 100 prisonniers sont ainsi tués par balle. Le motif avancé est la vengeance des villes allemandes bombardées.
Plus tardivement, List dirigea aussi un autre camp de concentration sur Aurigny, le Lager Norderney (en). List quitta Aurigny en mars 1944, remplacé par l'Obersturmführer Georg Braun.
Après la guerre, une enquête fut menée contre List, citant des atrocités commises par lui-même lors de son passage sur Aurigny, avec un jugement en tribunal. Toutefois, List ne se rendit pas à ce tribunal et ne fut jamais officiellement retrouvé. Des renseignements indiquent qu'il aurait vécu près de Hambourg où il serait mort dans les années 1980.

## Référence
- (en) Cet article est partiellement ou en totalité issu de l’article de Wikipédia en anglais intitulé « Maximilian List » (voir la liste des auteurs).

1. 1 2  (en) Marcus Roberts, « Alderney Holocaust and Slave Labour Trail », sur jtrails.org.